# Novecento (mouvement)
Pour les articles homonymes, voir Novecento.
Le Novecento désigne un mouvement artistique italien, créé à Milan en 1922 à l'initiative de Margherita Sarfatti.

## Historique

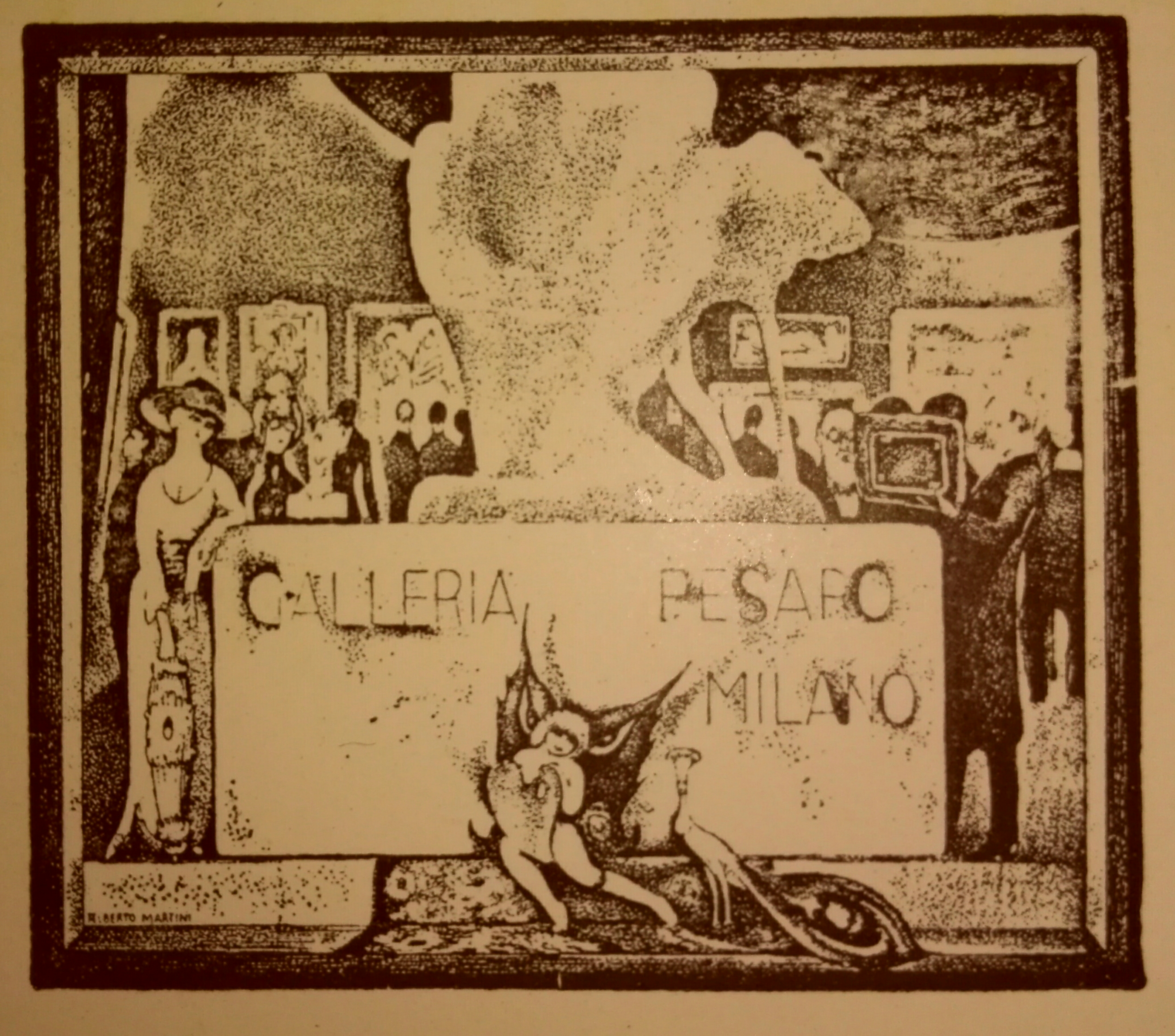
Galleria Pesaro - Milano, par Alberto Martini, catalogue de l'exposition Sartorio, 1929

En 1923, la (it) Galleria Pesaro, expose les œuvres de sept artistes : Mario Sironi, Achille Funi (« La Terra »), Leonardo Dudreville, Anselmo Bucci, Gian Emilio Malerba, Pietro Marussig et Ubaldo Oppi.
Ces artistes de différents horizons se rassemblent pour un art qui prône le retour aux valeurs traditionnelles de l'esprit latin contre l'historiscisme des avant-gardes, le Futurisme surtout, et veulent retourner à la suprême référence de l'antiquité classique, la pureté des formes et l'harmonie dans la composition. 
La coordinatrice du mouvement est la critique d'art Margherita Sarfatti, collaboratrice et maîtresse de Mussolini et l'une des fondateurs historique du parti fasciste italien[réf. souhaitée].
À la Biennale de Venise de 1924, le groupe se présente sous le nom des  6 artisti del Novecento avec les œuvres « L'allieva », « Paesaggio urbano » (Sironi), « Amore : discorso primo » (Dudreville), « I pittori » (Bucci), de formes plastiques et géométriques dans les genres du portraits, de la nature morte et du paysage.
Le mouvement Novecento se manifeste aussi dans la littérature avec Massimo Bontempelli, et surtout dans l'architecture avec Giovanni Muzio (it), chef de file du courant architectural, appelé le Novecento milanese ;  dans le domaine du design  Emilio Lancia et Gio Ponti réalisent pour les grands magasins La Rinascente, sous la marque Domus Nova (1928-29), une série de meubles conçue pour rénover l'image et l'ameublement de la maison de la moyenne bourgeoisie.
Le lien avec le régime de Mussolini a fait dire aux critiques qu'il était un art d'état ou un « art fasciste » même s'il est vraiment difficile de réduire l'extraordinaire vitalité et la diversité du mouvement à un simple art de propagande.

## Artistes duNovecento
- Anselmo Bucci
- Dino Campana
- Aldo Carpi
- Carlo Carrà
- Felice Casorati
- Giorgio de Chirico
- Raffaele De Grada
- Fortunato Depero
- Antonio Donghi
- Ercole Drei
- Leonardo Dudreville
- Achille Funi
- Virgilio Guidi
- Gian Emilio Malerba
- Arturo Martini
- Pietro Marussig
- Francesco Messina
- Giorgio Morandi
- Ubaldo Oppi
- Renato Paresce
- Siro Penagini
- Gino Severini
- Mario Sironi
- Mario Tozzi
- Francesco Trombadori
- Adolfo Wildt